# LV-4011
La LV-4011 és una carretera convencional de calçada única actualment gestionada pels Serveis Territorials de Carreteres de Lleida (Generalitat de Catalunya). Discorre íntegrament pel terme municipal de Lladurs, a la comarca del Solsonès. Arrenca de la C-26, en el terme municipal de Lladurs, i en poc més de 3 quilòmetres de recorregut arriba a l'Hostal de Cirera, un dels nuclis del poble dispers de Lladurs.